# Escudo del estado de Bahía (Brasil)
El escudo de armas del estado de Bahía representa las figuras del trabajo y de la República, con las manos entrelazadas sobre un escudo en el cual se ve la proa de una embarcación, un marinero señalando a una tierra cercana (en alusión al descubrimiento del Brasil) y tiene por timbre una estrella auroleada sobre la inscripción “Estado da Bahia” (Estado de Bahía), debajo del escudo, una cinta con la leyenda “Per ardua surgo” y más abajo la palabra Brasil. Ese escudo figura en la colección de las leyes del estado referente al año 1891.
Está constituido por los siguientes elementos:
Timbre con una estrella, que simboliza el Estado.
Escudo con una embarcación con una vela izada, donde se ven olas y un marinero con un lienzo blanco y en el fondo, se ve el Monte Pascual, lugar del primer registro visual de tierra por parte de Pedro Álvares Cabral.
Insignia con dos tenantes sobre el listel con el lema:
Per ardua surgo - que significa, literalmente: “Venceremos nuestras dificultades”.
Tenantes: a la izquierda, un hombre semidesnudo con una mandarria, un yunque y una rueda, representando la industria local; y a la derecha una mujer con un gorro frigio (en alusión a la libertad), llevando la bandera de Bahía atrás de un triángulo masónico.
- Datos: Q3084693
- Multimedia: State coat of arms of Bahia / Q3084693